# 锡报
《锡报》，创刊于1912年10月，是中华民国时期江苏省无锡县的一个地方报纸。

## 沿革
辛亥革命期间蒋曾燠从日本政法学校毕业回国，出任国民党无锡分部副部长，接管《锡金日报》为社长。1912年10月，孙希侠、蒋曾燠、杨楚孙等人共同创办《锡报》，主笔由孙希侠担任，新闻主任由龚葆诚担任，副刊主编由吴观蠡担任，为两版，直至1913年8月被袁世凯查封。1917年5月21日复刊，由吴观蠡独资经营，篇幅改为对开一大张、四个版面，抗日战争期间日军攻占无锡后宣布停刊。1947年后，《锡报》的版权租赁给了国民党要员徐赤子，并由朱光华经营的新意纺织公司出资复刊，直至解放军攻入无锡前的1948年11月宣布停刊。 